# Aethriamanta aethra
Aethriamanta aethra is een libellensoort uit de familie van de korenbouten (Libellulidae), onderorde echte libellen (Anisoptera).
De wetenschappelijke naam Aethriamanta aethra is voor het eerst geldig gepubliceerd in 1912 door Ris.